# Lavička básníků
Lavička básníků, původního názvu Dichterbank, byla zřízena kolem roku 1807 v lázeňských lesích města Karlovy Vary. Scházeli se zde karlovarští romantičtí literáti.

## Historie
Karlovarské lesy jsou bohaté na zajímavý přírodní úkaz, který je označován jako moučné pytle. Jsou to vyvýšené žulové balvany, skalky nebo i mohutné skály, které vyčnívají z plochého terénu. Zde např. Jelenní skok, Parnas, či o něco dál Svatošské skály, nebo zatím ne zcela do typického tvaru odkryté Skála princezny Friederiky za hotelem Richmond a Skála kněžen vedle Galerie umění.
Takovéto přírodní úkazy člověka vždy přitahovaly. Podle karlovarského historika a kronikáře Augusta Leopolda Stöhra se počátkem 19. století u jedné takové výrazné skály v lesích začali scházet místní literáti. Pak zde byla zřízena i lavička, která tak získala své jméno – BÁSNÍKŮ.

## Popis
Původně kamenná lavička se nedochovala a později začala být nahrazována běžnou zahradní lavičkou. Nachází se jihovýchodně od města v karlovarských lázeňských lesích při Labického pěšině, která stoupá od Letního kina k altánu hraběte Jamese Ogilvy Findlatera.
Ve skále nad lavičkou bývala vsazena deska, jak dokládá vytesaný výklenek.

## Galerie

Lavička básníků v karlovarských lázeňských lesích
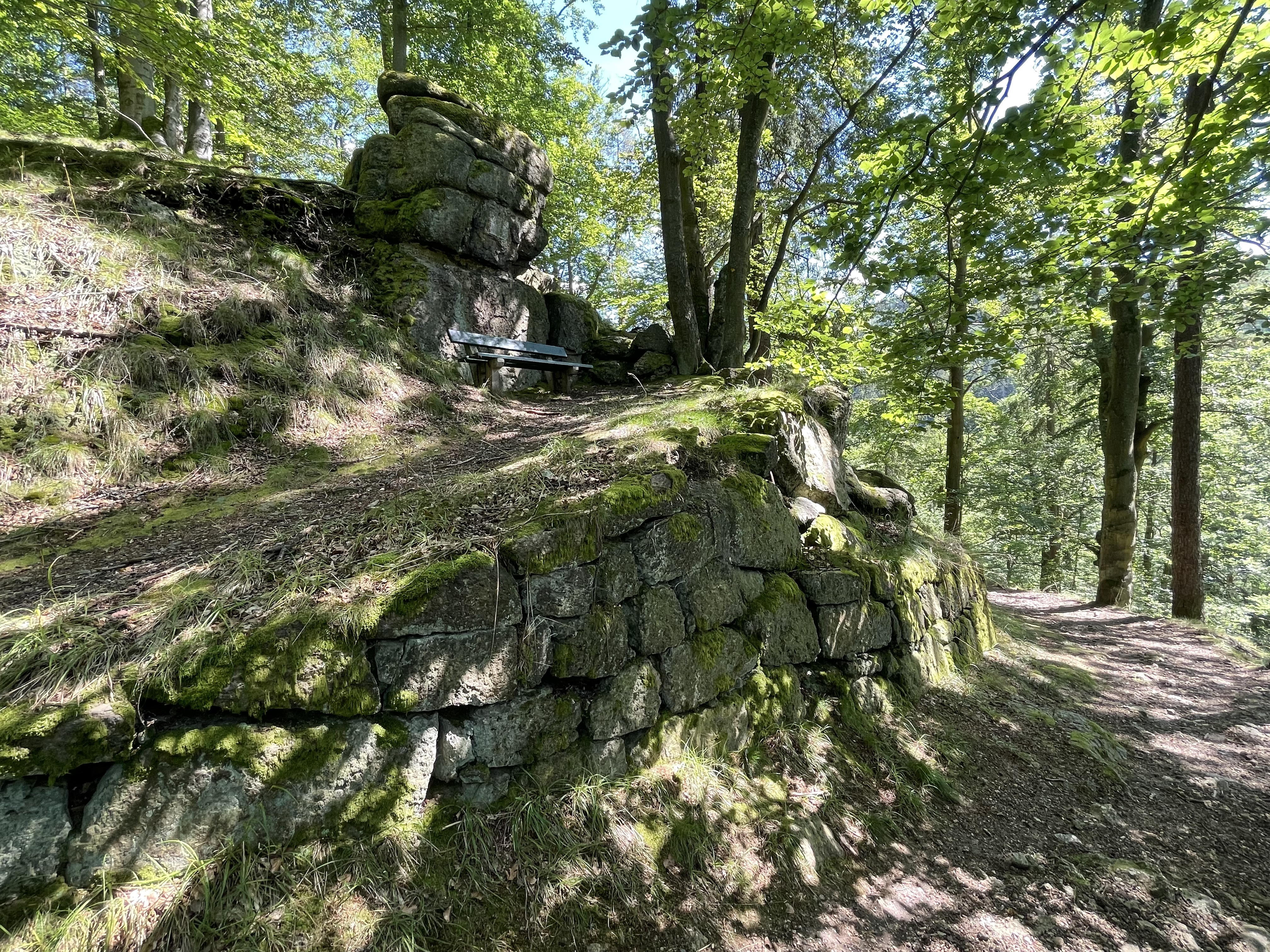
Vpravo část Labického pěšiny (žlutá turistická značka), srpen 2024
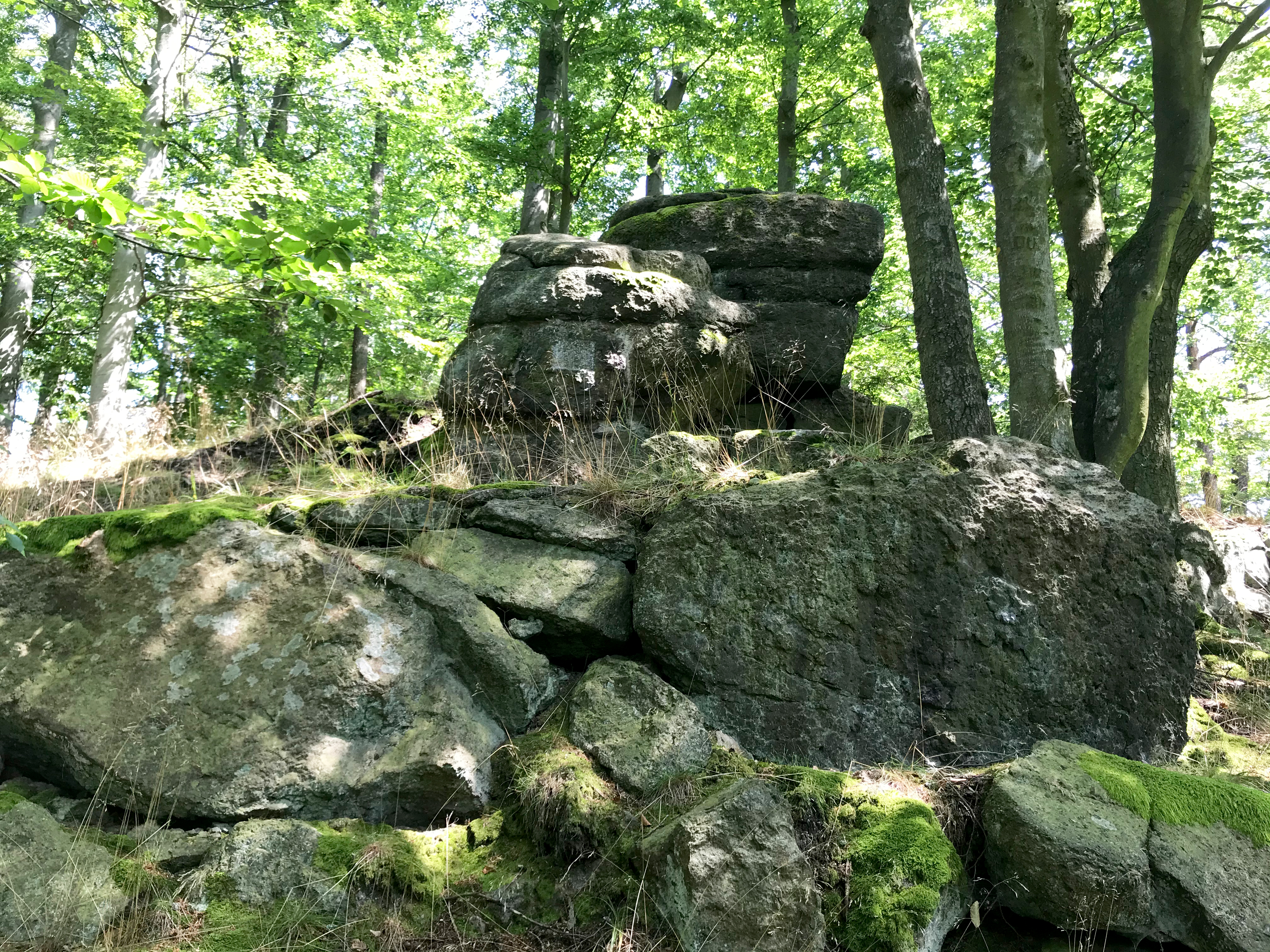
Z Labického pěšiny, srpen 2020
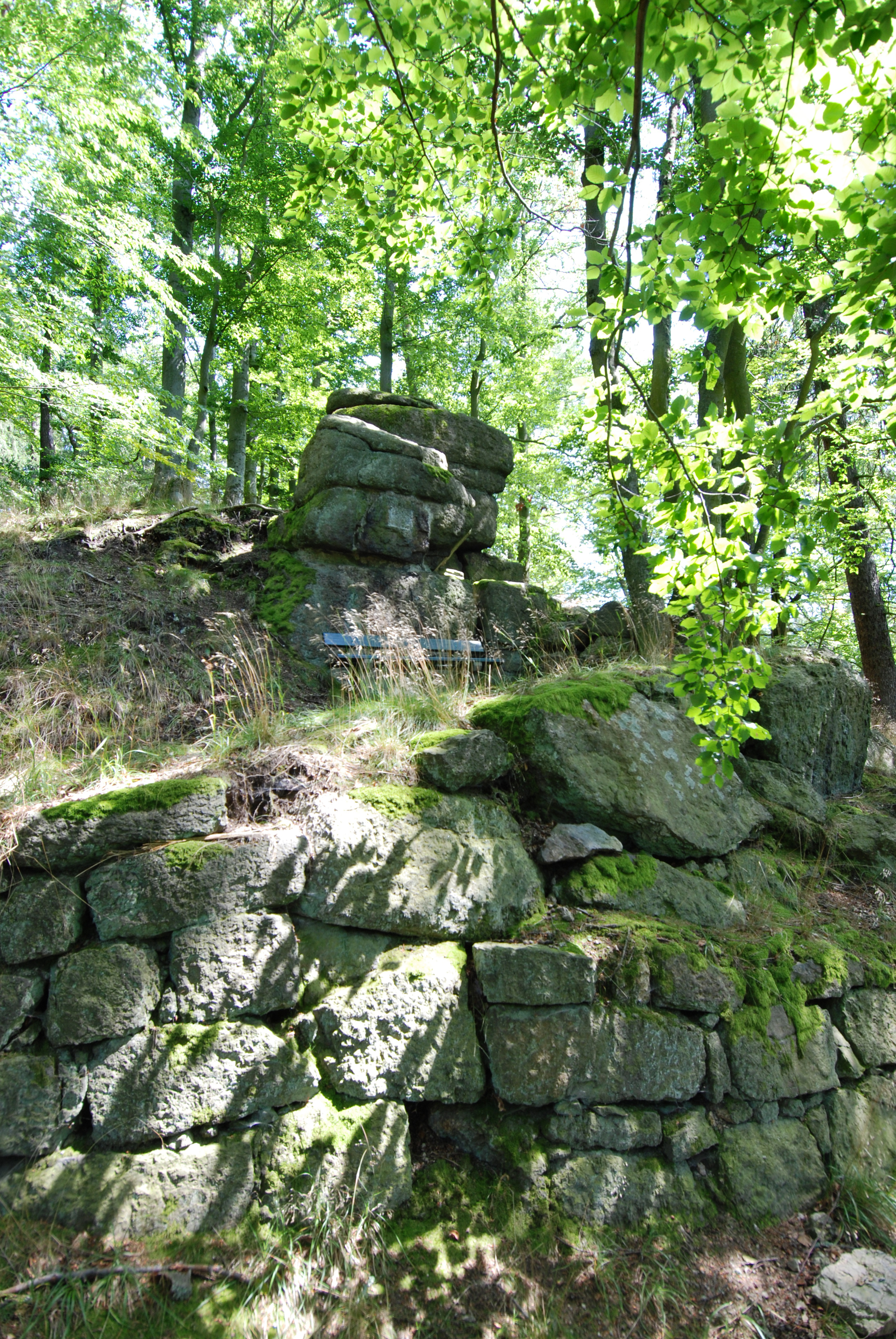
Z Labického pěšiny, srpen 2020
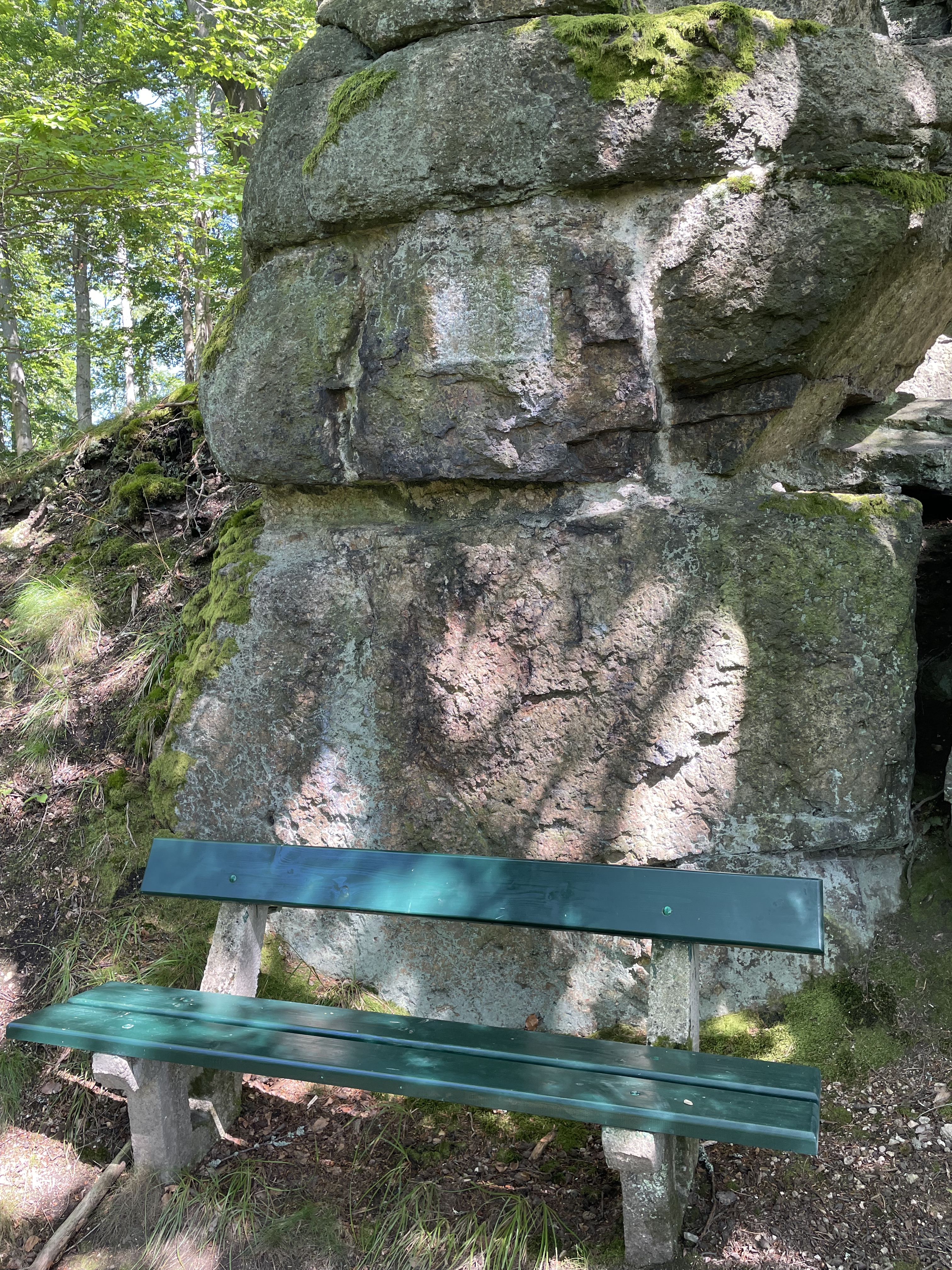
Srpen 2024
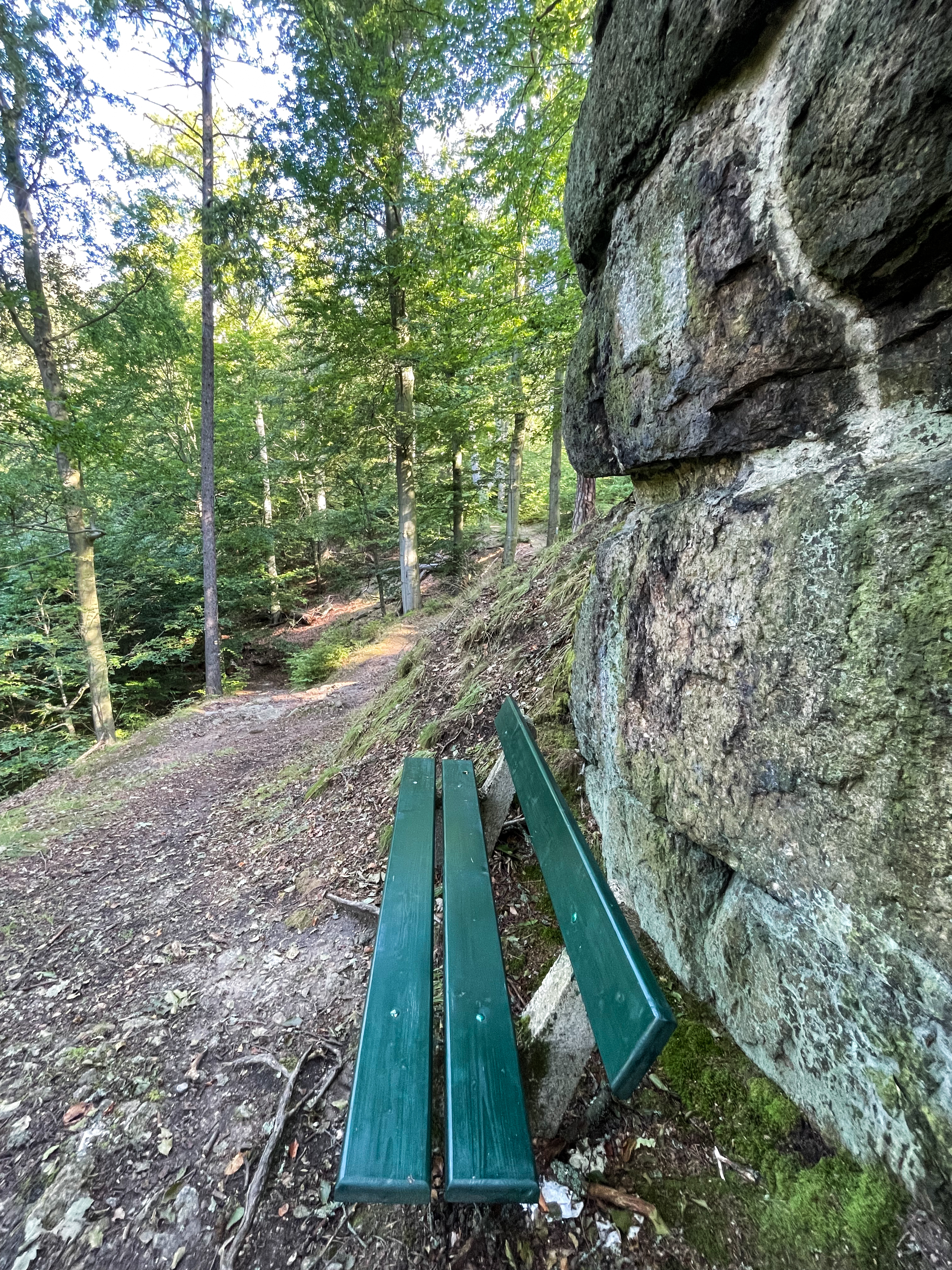
Srpen 2023
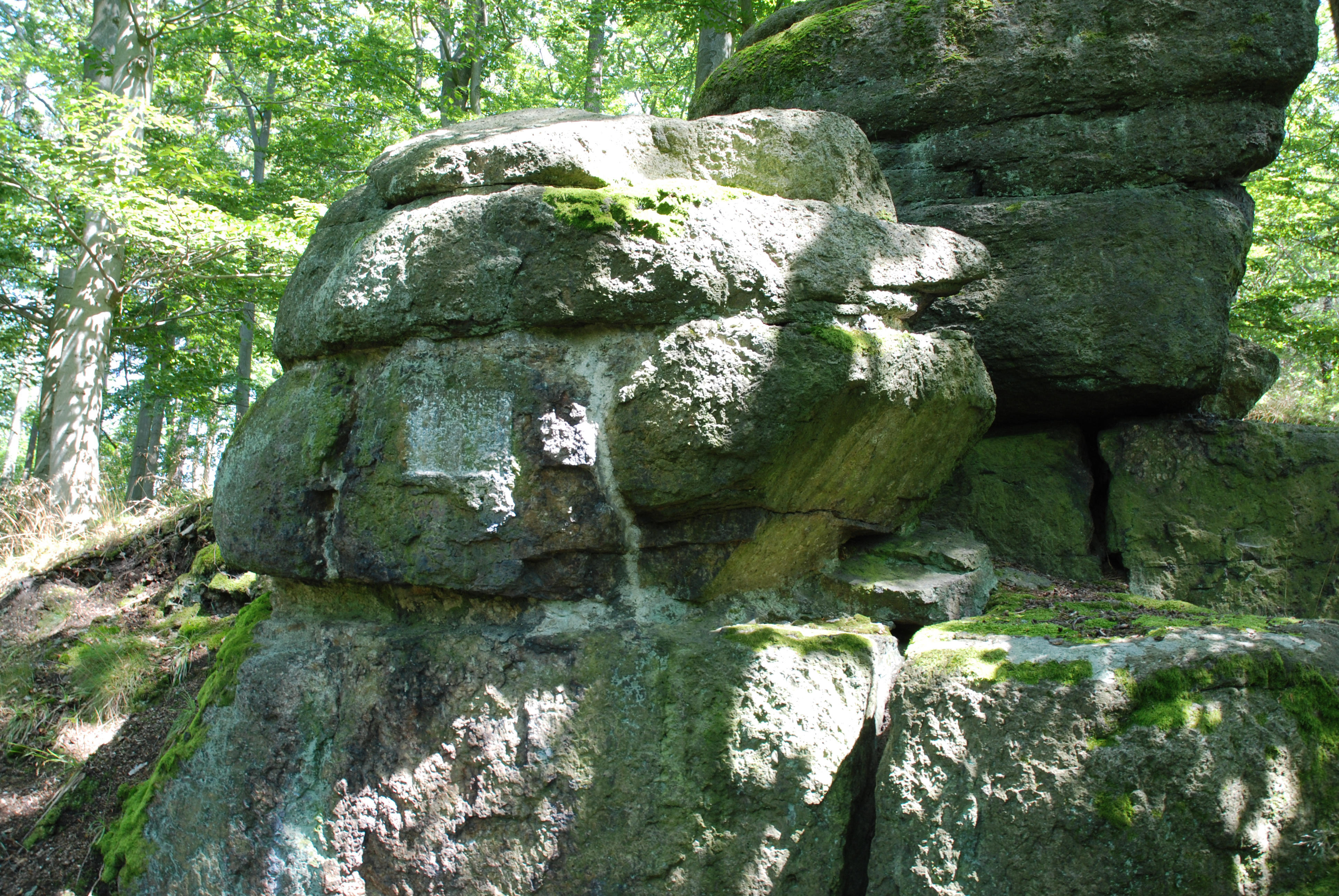
Srpen 2020
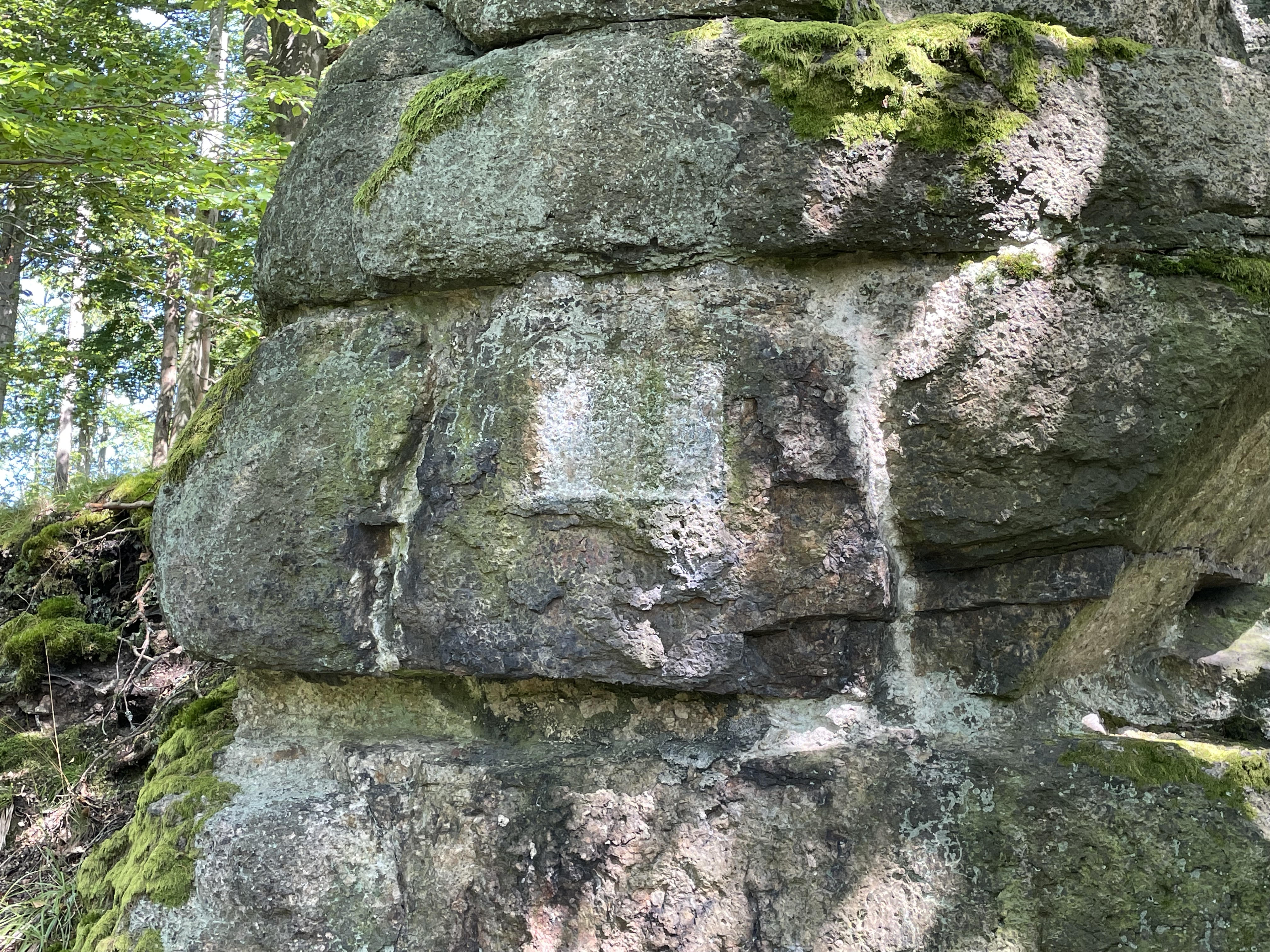
Srpen 2024